# 露泉站
露泉站位于甘肃省永昌县露泉村，是兰新铁路的一座火车站，等级为五等站，距兰州站415公里，距乌鲁木齐站1477公里，本站及相邻上下行区间均为电气化区段。本站不办理客货运业务。邮政编码为737206。